# John Bunzl

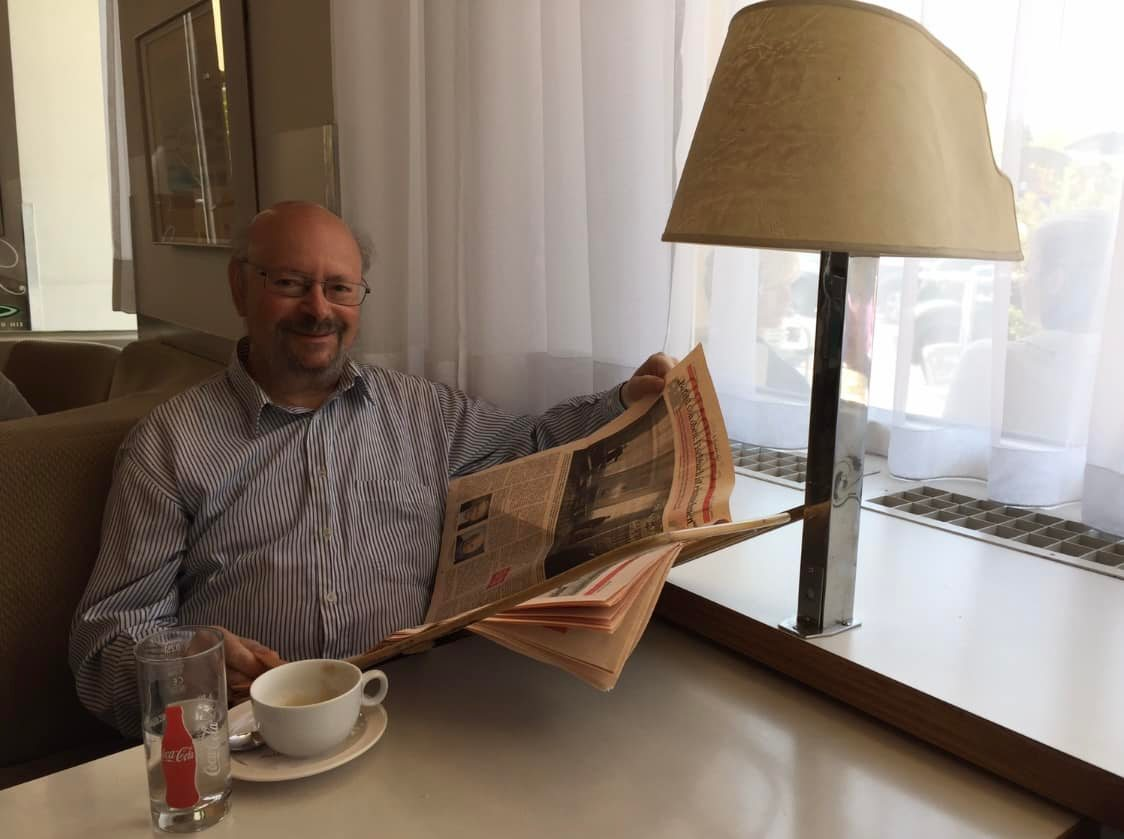
John Bunzl im Café Prückel (2015)

John Bunzl (* 27. April 1945 in London; † 22. März 2022 in Wien) war ein österreichischer Politikwissenschaftler und Nahostexperte sowie Soziologe. Er war Senior Fellow des Österreichischen Instituts für Internationale Politik (oiip).

## Leben
Bunzl entstammte einer jüdisch-österreichischen Industriellenfamilie. Kurz nach seiner Geburt im englischen Exil entschied sich sein Vater, Viktor Bunzl, als Einziger aus der Familie mit seiner Frau und Kind zur Rückkehr nach Österreich. John Bunzl wuchs in Ortmann, einem kleinen niederösterreichischen Dorf bei Pernitz, auf, wo seine Familie eine von dem Architekten Josef Frank 1914 entworfene Villa besaß.
John Bunzl absolvierte 1966 die Matura in Wien. Danach begann er ein Studium der Soziologie an der Universität Wien, das er 1971 abschloss. Er promovierte 1975 und habilitierte sich im Fach Politikwissenschaft 1988 in Innsbruck mit einer Arbeit zum Nahostkonflikt.
1977/78 arbeitete Bunzl als wissenschaftlicher Mitarbeiter am Institut für Konfliktforschung Wien. Seit 1978 war er Lektor an österreichischen Universitäten, seit 1980 wissenschaftlicher Mitarbeiter am Österreichischen Institut für Internationale Politik (oiip). Er übte seine Lehrtätigkeit an den Universitäten Innsbruck, Salzburg und Wien aus.
Obwohl selbst jüdischer Herkunft, setzte sich Bunzl mit besonderem Engagement für Anliegen der Palästinenser ein und erntete dafür scharfe Kritik, aber auch Anerkennung.
Sein Sohn Matti Bunzl ist Direktor des Wien Museums.

## Werke (Auswahl)
- Klassenkampf in der Diaspora. Zur Geschichte der jüdischen Arbeiterbewegung. (= Schriftenreihe des Ludwig-Boltzmann-Instituts für Geschichte der Arbeiterbewegung, 5). Verlag: Wien, Europa-Verlag, 1975
- als Hrsg.: Der Nahostkonflikt. Analysen und Dokumente. Wilhelm Braumüller, Wien 1981, ISBN 3-7003-0273-8 und Campus, Frankfurt 1981, ISBN 3-593-32909-3.
- Das andere Israel: Gespräche mit der Friedensbewegung. Junius, Hamburg 1983, ISBN 3-88506-121-X.
- Der lange Arm der Erinnerung: Jüdisches Bewusstsein heute. Böhlau, Wien 1987, ISBN 3-205-05076-2.
- Hoppauf Hakoah: Jüdischer Sport in Österreich von den Anfängen bis in die Gegenwart. Junius, Wien 1987, ISBN 3-900370-10-9.
- Juden im Orient: Jüdische Gemeinschaften in der islamischen Welt und orientalische Juden in Israel. Junius, Wien 1989, ISBN 3-900370-83-4.
- herausgegeben mit Nadia El-Masri: Der Aufstand: Palästinensische und israelische Stimmen zur Intifada. Passagen, Wien 1989, ISBN 3-900767-37-8.
- Gewalt ohne Grenzen: Nahost-Terror und Österreich. Braumüller, Wien 1991, ISBN 3-7003-0926-0.
- Zwischen Washington und Jerusalem: Nahost-Lobbies in den USA. Braumüller, Wien 1992, ISBN 3-7003-0980-5.
- herausgegeben mit Alexandra Senft: Zwischen Antisemitismus und Islamophobie: Vorurteile und Projektionen in Europa und Nahost. VSA-Verlag für das Studium der Arbeiterbewegung, Hamburg 2008, ISBN 978-3-89965-281-9.
- Israel im Nahen Osten: Eine Einführung. Böhlau, Wien 2008, ISBN 978-3-205-77992-6.
- Hrsg. mit Farid Hafez: Islamophobie in Österreich. Studienverlag, Innsbruck-Wien-Bozen 2009, ISBN 978-3-7065-4785-7.

## Auszeichnungen
- 2010: Bruno-Kreisky-Preis für das politische Buch[8]